# Encheloclarias
Encheloclarias – rodzaj słodkowodnych ryb sumokształtnych z rodziny długowąsowatych (Clariidae).

## Zasięg występowania
Azja Południowo-Wschodnia – Półwysep Malajski, Borneo i Sumatra.

## Klasyfikacja
Gatunki zaliczane do tego rodzaju:
- Encheloclarias baculum
- Encheloclarias curtisoma
- Encheloclarias kelioides
- Encheloclarias medialis
- Encheloclarias prolatus
- Encheloclarias tapeinopterus
- Encheloclarias velatus

Gatunkiem typowym jest Heterobranchus tapeinopterus (=E. tapeinopterus).